# Cynthia Leduc
Cynthia Leduc (* 16. Februar 1997 in Créteil) ist eine französische Sprinterin, die sich auf den 100-Meter-Lauf spezialisiert hat.

## Sportliche Laufbahn
International nahm Cynthia Leduc 2013 am Europäischen Olympischen Jugendfestival in Utrecht teil und belegte dort im 100-Meter-Lauf in 12,24 s den fünften Platz und gelangte mit der französischen 4-mal-100-Meter-Staffel in 47,22 s auf den vierten Platz. Im Jahr darauf nahm sie an den Olympischen Jugendspielen in Nanjing teil und belegte dort in 12,15 s den fünften Platz im B-Finale. 2015 nahm sie mit der Staffel an den Junioreneuropameisterschaften in Eskilstuna teil und gewann dort in 45,35 s die Bronzemedaille. Im Jahr darauf gelangte sie bei den U20-Weltmeisterschaften in Bydgoszcz im 200-Meter-Lauf bis in das Halbfinale und schied dort mit 24,02 s aus und gewann mit der Staffel in 44,05 s die Silbermedaille. Bei den U23-Europameisterschaften 2017 ebendort gelangte sie über 100 Meter bis in das Halbfinale und schied dort mit 11,62 s aus, während sie mit der Staffel in 44,06 s die Silbermedaille hinter Spanien gewann. Im Jahr darauf siegte sie bei den U23-Mittelmeermeisterschaften in Jesolo in 23,70 s über 200 Meter sowie in 44,39 s mit der Staffel. Bei den IAAF World Relays 2019 in Yokohama siegte sie in der 4-mal-200-Meter-Staffel mit 1:32,16 min und kam mit der 4-mal-100-Meter-Staffel nicht ins Ziel. Anschließend gewann sie bei den U23-Europameisterschaften in Gävle in 11,40 s die Silbermedaille über 100 Meter hinter der Polin Ewa Swoboda und nahm im Oktober mit der Staffel an den Weltmeisterschaften in Doha teil, wurde dort aber im Vorlauf disqualifiziert. Bei den World Athletics Relays 2021 im polnischen Chorzów kam sie mit der 4-mal-100-Meter-Staffel im Finale nicht ins Ziel. Im August erreichte sie dann mit der Staffel das Finale der Olympischen Spiele in Tokio und belegte dort in 42,89 s den siebten Platz.
2020 und 2021 wurde Leduc französische Hallenmeisterin im 60-Meter-Lauf.

## Persönliche Bestleistungen
- 100 Meter: 11,30 s (−0,1 m/s), 26. Juni 2021 in Angers
  - 60 Meter (Halle): 7,24 s, 20. Februar 2021 in Miramas
- 200 Meter: 23,35 s (+1,6 m/s), 22. Juni 2018 in Cergy-Pontoise
  - 200 Meter (Halle): 24,09 s, 13. Februar 2016 in Nantes